# José Luis Ballester (seglare)
För andra betydelser, se José Luis Ballester.
Artikeln följer den spanska namnseden; faderns efternamn är Ballester och moderns efternamn Tuliesa.
José Luis Ballester Tuliesa, född den 17 augusti 1968 i Vinaròs, är en spansk seglare.
Han tog OS-guld i tornado i samband med de olympiska seglingstävlingarna 1996 i Atlanta.